# الزاوية المهمازية

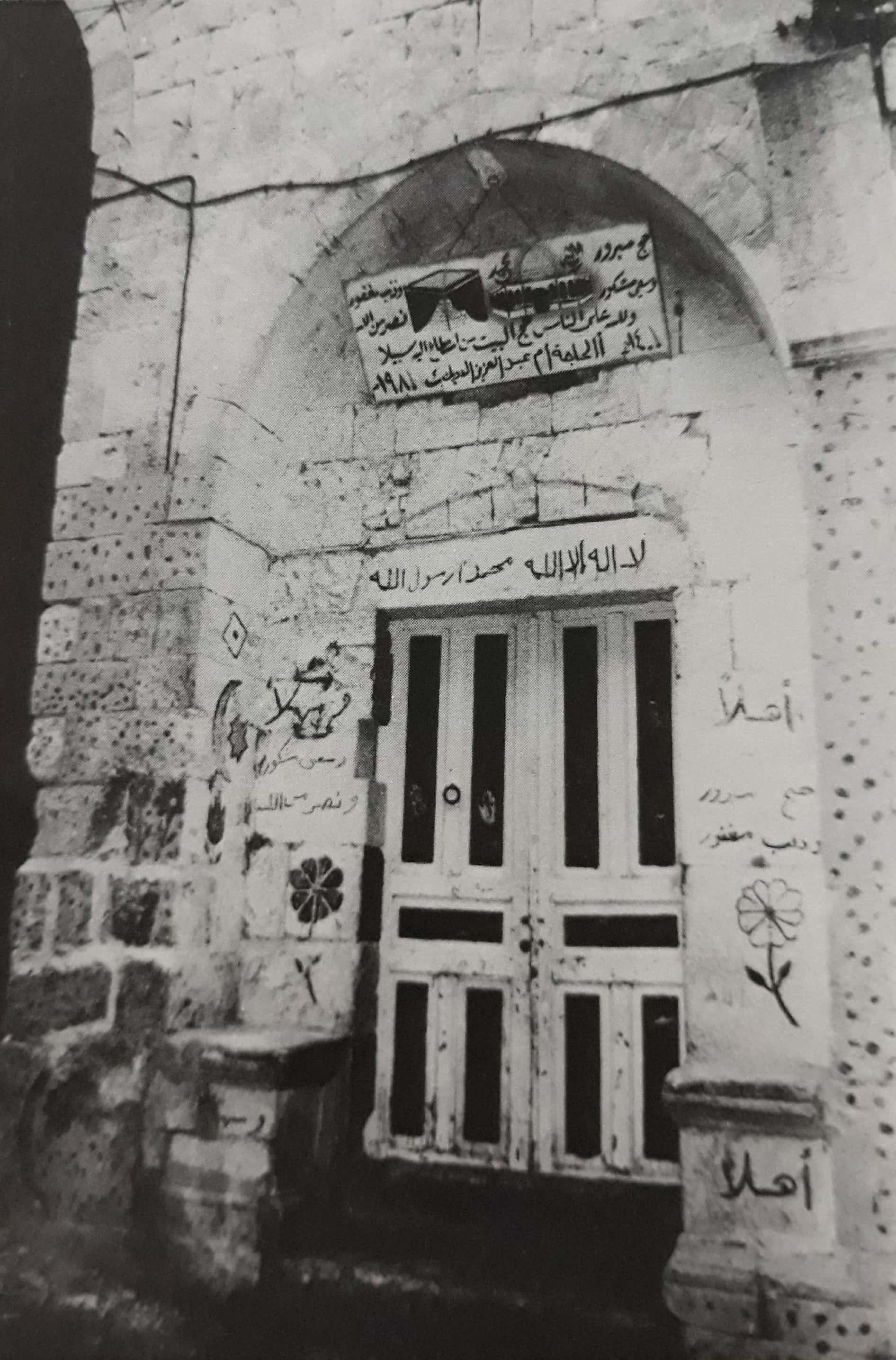
الباب الخارجي

الزاوية المهمازية، أو دار دويك. تنسب هذه الزاوية إلى الشيـخ كمال الدين المهمازي، وقد وقف الملك الصالح إسماعيل الناصر محمد بن قلاوون على المشايخ المقيمين بها قرية بيت لقيا من أعمال القدس، في سنة 745 هـ / 1345 م. وقد أعيد بناء هذه الزاوية في العصر العثماني.
هذه الزاوية وقفية في سجلات المحكمة الشرعية في القدس، ويبدو أنها استمرت في القيام بوظيفتها، في الفترة المتأخرة من العصر العثماني. ويتم الوصول إليها عبر مدخل جنوبي له عقد ثلاثي الفصوص. وتقوم مكسلتان حجريتان على جانبي المدخل. وهو مدخل بسيط التكوين، ويؤدي إلى دركاه مستطيلة الشكل، وهي نودي بدورها إلى ساحة مكشوفة عن طريق درجات في جهتها الشمالية. وفي الساحة عدد من الغرف، والخلاوي، والملحقات الأخرى .